# متنزه السيوفي
حديقة السيوفي، هي إحدى الحدائق العامة في العاصمة اللبنانية، تمتد على مساحة تقارب ال(20,000 متر مربع)، تقع هذه الحديقة في محلة الأشرفية، وترتفع على تلة مشرفة.

## معرض صور

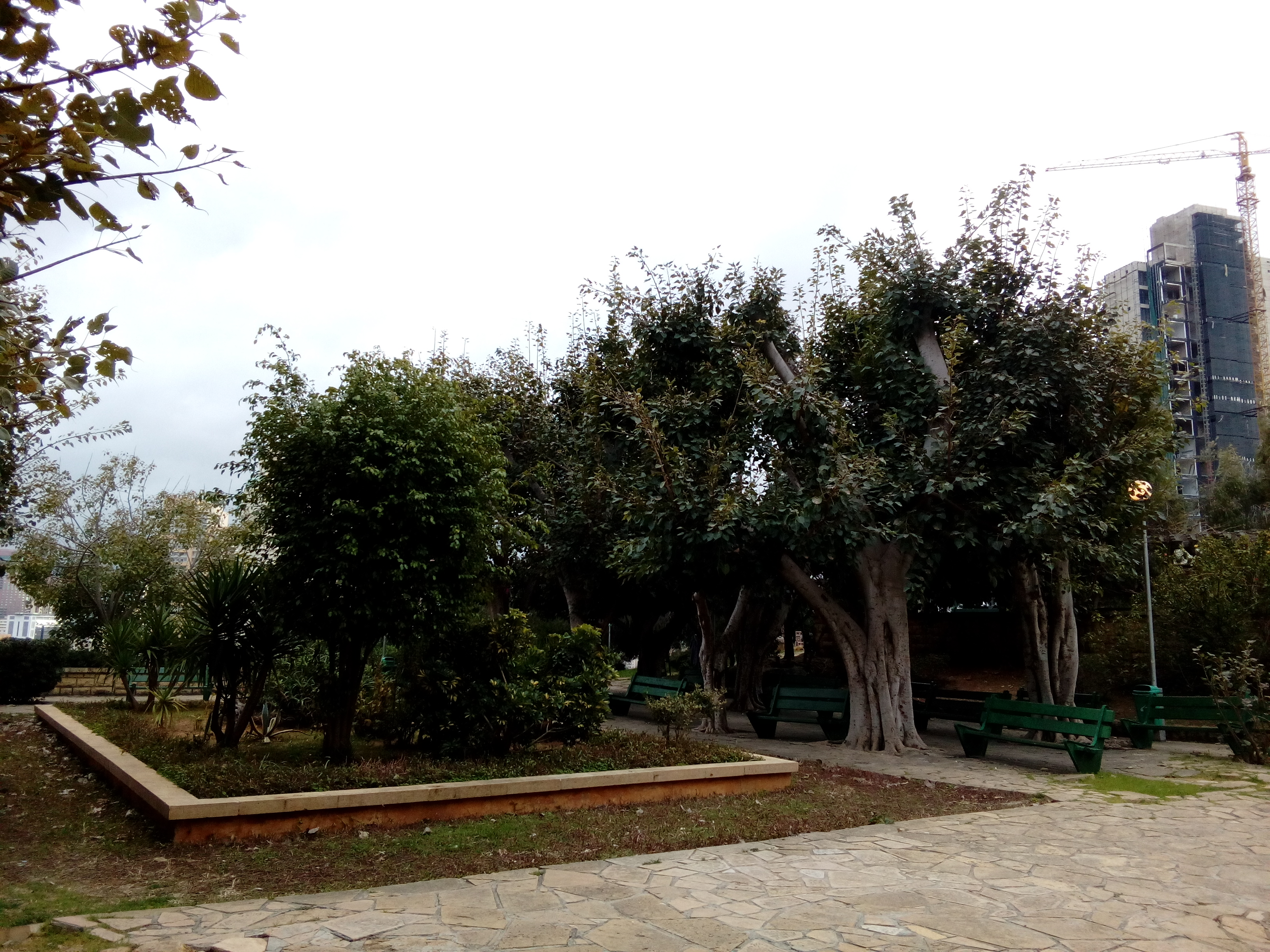
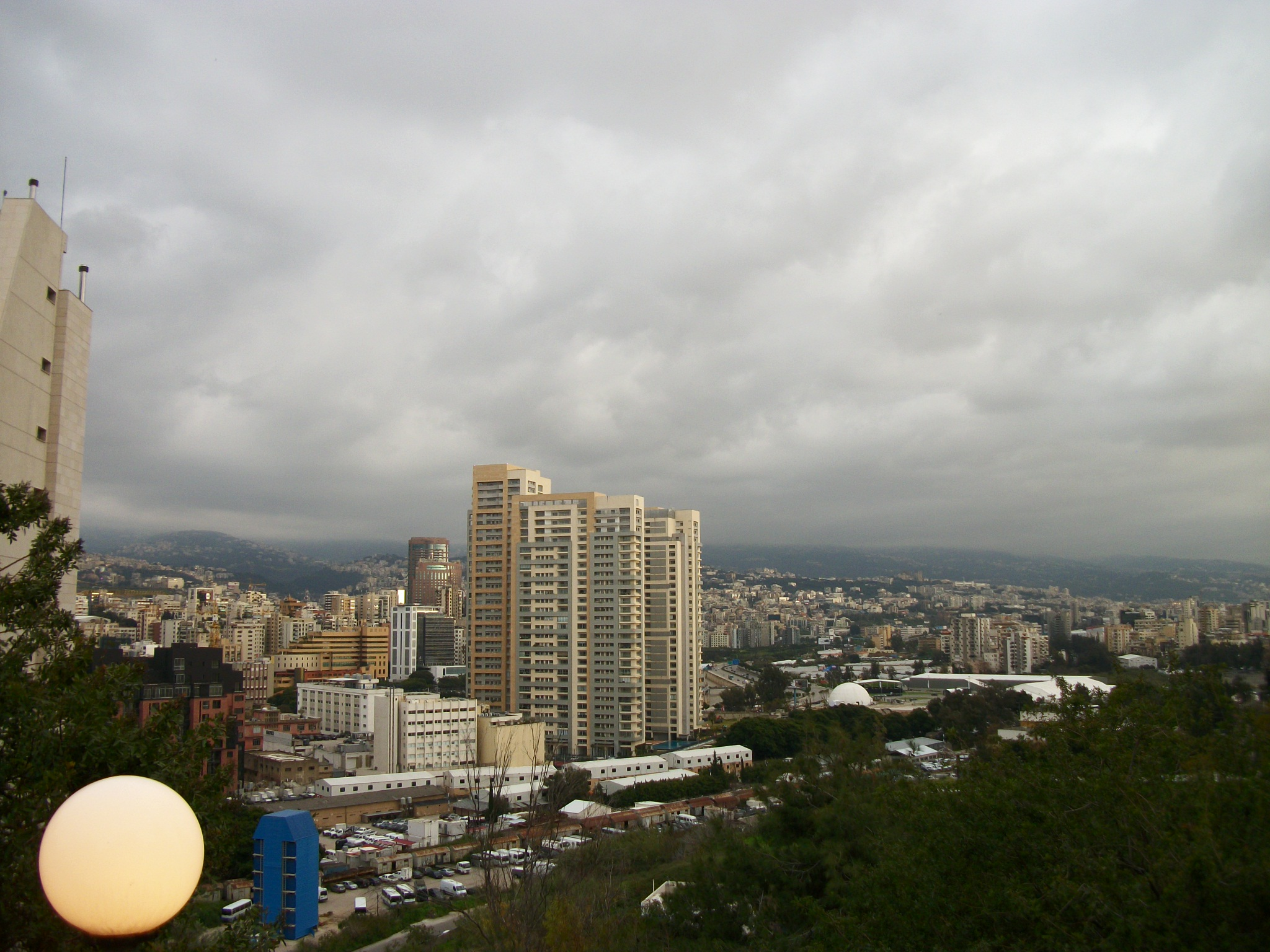
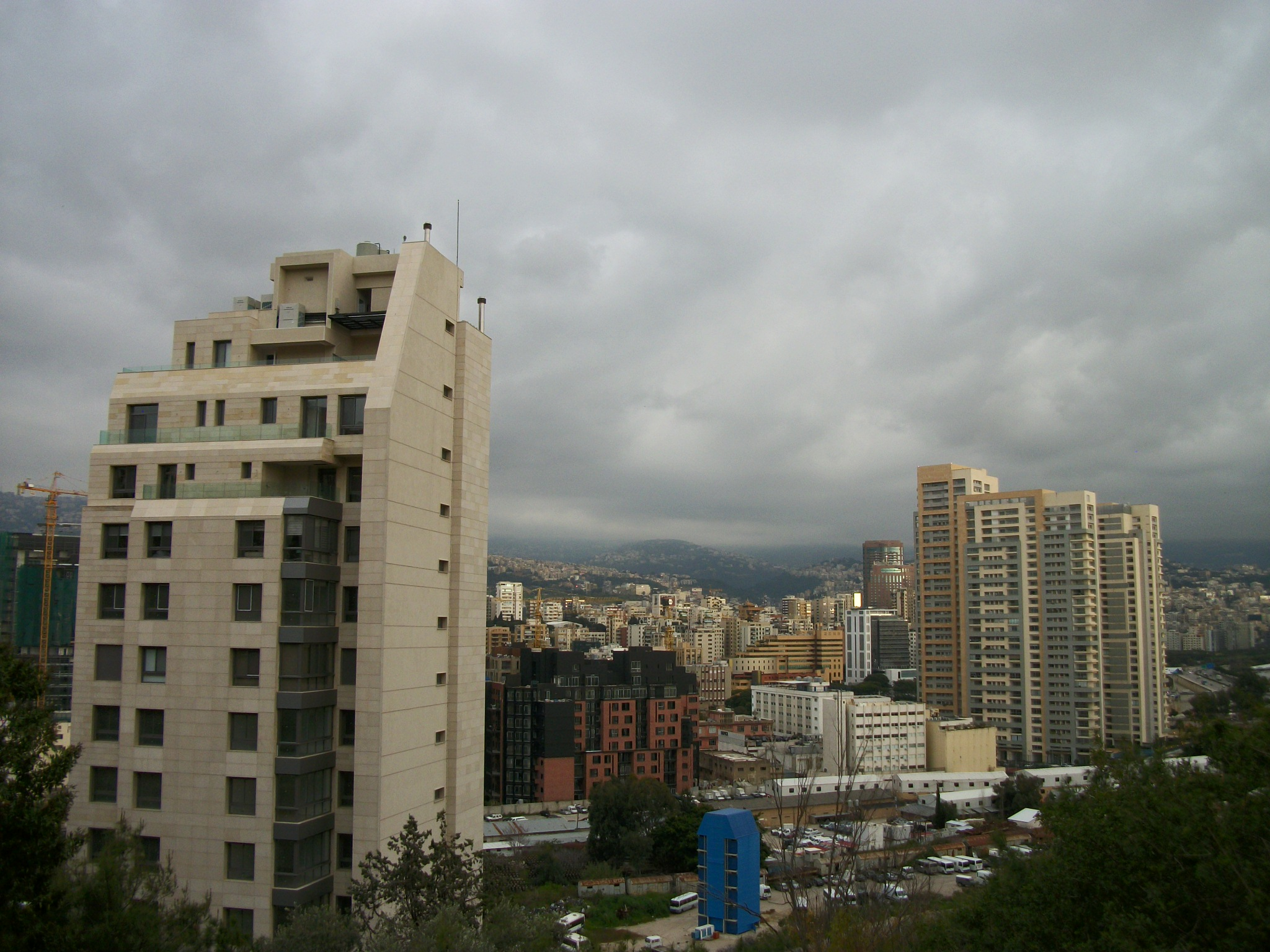